# Dongan-gu
Dongan-gu là quận của thành phố Anyang ở Gyeonggi-do, Hàn Quốc.

## Phân cấp hành chính
Dongan-gu được chia thành nhiều "dong".
- Bisan-dong (được chia lần lượt thành Bisan 1 đến 3 Dong, Buheung-dong và Daran-dong)
- Gwanyang-dong (được chia lần lượt thành Gwanyang 1 và 2 Dong và Burim-dong)
- Pyeongchon-dong (được chia lần lượt thành Pyeongchon-dong, Pyeongan-dong và Gwiin-dong)
- Hogye-dong (được chia lần lượt thành Hogye 1 đến 3 Dong, Beomgye-dong, Sinchon-dong và Galsan-dong)